# More Life
More Life (sottotitolato A Playlist by October Firm) è un mixtape del rapper canadese Drake, pubblicato il 18 marzo 2017 da Republic Records e distribuito da Cash Money Records e Young Money Entertainment. Si tratta di un progetto musicale definito dall'artista come playlist, anche se spesso si è riferito ad esso parlando di mixtape. La produzione di More Life è stata affidata a una grande varietà di produttori, tra i quali spiccano 40, Frank Dukes, Boi-1da, Murda Beatz e Kanye West. Sono presenti anche degli ospiti nelle tracce, come Young Thug, Skepta, Quavo, Travis Scott, 2 Chainz, Kanye West, Jorja Smith, Sampha e PartyNextDoor.
Le tracce del mixtape presentano un'ampia gamma di generi, includendo R&B, dancehall, grime e trap. Supportato dai singoli Fake Love, Passionfruit, Free Smoke, Portland e Glow, il disco ha ricevuto recensioni positive da parte della critica specializzata, debuttando in vetta alla classifica statunitense Billboard 200 e totalizzando 505 000 unità equivalenti ad album nella prima settimana di pubblicazione. More Life è il settimo progetto consecutivo di Drake a raggiungere tale posizione, e ha stabilito diversi record di streaming. Classificato da diverse pubblicazioni del settore come miglior album del 2017, a fine anno ha superato le 2 000 000 unità equivalenti ad album negli Stati Uniti d'America.

## Tracce
1. Free Smoke – 3:39
2. No Long Talk (feat. Giggs) – 2:30
3. Passionfruit – 4:59
4. Jorja Interlude – 1:48
5. Get It Together (feat. Black Coffee & Jorja Smith) – 4:10
6. Madiba Riddim – 3:25
7. Blem – 3:37
8. 4422 (feat. Sampha) – 3:06
9. Gyalchester – 3:09
10. Skepta Intelude – 2:23
11. Portland (feat. Quavo & Travis Scott) – 3:57
12. Sacrifices (feat. 2 Chainz & Young Thug) – 5:08
13. Nothings Into Somethings – 2:34
14. Teenage Fever – 3:40
15. KMT (feat. Giggs) – 2:43
16. Lose You – 5:05
17. Can't Have Everything – 3:48
18. Glow (feat. Kanye West) – 3:26
19. Since Way Back (feat. PartyNextDoor) – 6:08
20. Fake Love – 3:31
21. Ice Melts (feat. Young Thug) – 4:11
22. Do Not Disturb – 4:44

## Formazione
Crediti adattati dalle informazioni presenti nell'edizione fisica del mixtape.
Musicisti
- Drake – voce
- Baka Not Nice – voce aggiuntiva (tracce 1, 9)
- Giggs – voce aggiuntiva (tracce 2, 15)
- Zoë Kravitz – voce aggiuntiva (traccia 3)
- Moodymann – voce aggiuntiva (traccia 3)
- Jorja Smith – voce aggiuntiva (traccia 5)
- Black Coffee – voce aggiuntiva (traccia 5)
- Sampha – voce aggiuntiva (traccia 8)
- Travis Scott – voce aggiuntiva (traccia 11)
- Quavo – voce aggiuntiva (traccia 11)
- Young Thug – voce aggiuntiva (tracce 12, 21)
- 2 Chainz – voce aggiuntiva (traccia 12)
- Kanye West – voce aggiuntiva, produzione (traccia 18)
- PartyNextDoor – voce aggiuntiva, produzione (traccia 19)
- Beres Hammond – voce aggiuntiva (traccia 21)
- Snoh Aalegra – voce aggiuntiva (traccia 22)

Produzione
- Chris Athens – mastering
- Dave Huffman – assistente al mastering
- 40 – missaggio, produzione (tracce 4, 5, 16, 18, 19 e 22), ingegneria (tracce 3, 16 e 18)
- Finis "KY" White – missaggio (traccia 12)
- Noel Cadastre – ingegneria (tracce 1–7, 9, 11–20, 22)
- Dirty Saj – ingegneria (tracce 2, 15)
- Carl "Dennis" Willets – ingegneria (tracce 2, 15)
- Gregg Moffett – assistente all'ingegneria (tracce 3, 16)
- Harley Arsenault – ingegneria (tracce 9, 17, 21, 22), assistente all'ingegneria (traccia 20)
- MSM – ingegneria (traccia 10)
- Noland Presley – ingegneria (traccia 12)
- William Sullivan – assistente all'ingegneria (traccia 18)
- Aaron Ahmad – assistente all'ingegneria (traccia 22)
- Akira Woodgrain – musica aggiuntiva (traccia 1)
- Boi-1da – produzione (tracce 1, 22)
- Allen Ritter – produzione (traccia 1), co-produzione (traccia 22)
- Murda Beatz – produzione (tracce 2, 11)
- Cubeatz – co-produzione (tracce 2, 11)
- Nana Rogues – produzione (tracce 3, 10)
- Nineteen85 – produzione (tracce 5, 6)
- Stwo – produzione (tracce 5, 16)
- Frank Dukes – produzione (tracce 6, 20), tastiera (traccia 20), musica aggiuntiva (traccia 6)
- T-Minus – produzione (tracce 7, 12)
- FrancisGotHeat – produzione (traccia 8)
- iBeatz – produzione (traccia 9)
- Deejae – produzione (traccia 12)
- Charles "Bricks" Driggers – ingegneria (tracce 12, 21)
- G. Ry – produzione (tracce 13, 19)
- Wallis Lane – produzione (traccia 13)
- Edgar Nabeyin Panford – produzione (traccia 13)
- Hagler – produzione (traccia 14)
- Chef Pasquale – produzione (traccia 15)
- Ness Pasquale – produzione (traccia 15)
- Jazzfeezy – produzione (traccia 17)
- Steve Samson – produzione (traccia 17)
- Noah Goldstein – produzione e ingegneria (traccia 18)
- FLR – produzione (traccia 19)
- M3rge – co-produzione (traccia 19)
- Vinylz – produzione (traccia 20)
- Supah Mario – produzione (traccia 21)
- Symbolyc One – produzione (traccia 21)